# Sínodo de Jerusalém (1672)
O Sínodo de Jerusalém foi convocado pelo patriarca grego-ortodoxo de Jerusalém Dositeu Notaras em março de 1672. Como na ocasião também foi consagrada a Igreja da Natividade em Belém, ele também é chamado de Sínodo de Belém.
O sínodo teve a presença da maioria dos representantes mais proeminentes da Igreja Ortodoxa, incluindo seis Metropolitas além de Dositeu e seu antecessor, já aposentado. O sínodo foi aceito por todas as igrejas sob as terras do sultão otomano, portanto, a Igreja Russa e a Igreja Georgiana não participaram das decisões do sínodo e não adotam muitas das decisões tomadas após o cincílio.

## Cânon Bíblico
Este sínodo afirmou o cânon bíblico a ser utilizado pela Igreja Ortodoxa.

## Controvérsia calvinista

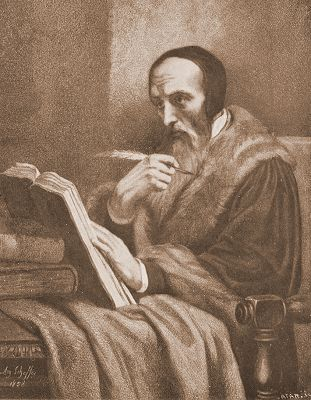
João Calvino.
Por Ary Scheffer (1795-1858), hoje no Museu Huguenote.

Em 1629, um pequeno livro, atribuído à Cirilo Lucaris, o Patriarca Ecumênico de Constantinopla, e geralmente chamado de "Confissão de Cirilo Lucaris"[nota a] foi publicado em latim em Genebra. Ele continha um sumário de dezoito pontos de crenças que se conformavam com os ensinamentos calvinistas. Traduções inglesas, francesas e alemãs apareceram no mesmo ano. Uma versão grega chamada "Confissão oriental da fé cristã" apareceu em Constantinopla em 1631. Em vista do livro, Lucaris foi acusado de adotar pontos de vista calvinistas e de afirmar que o Calvinismo era, na realidade, a fé da Igreja Ortodoxa. Seus defensores alegavam que o livro era uma falsificação e ele pessoalmente negou a autoria, ainda que não tenha oficialmente reprovado o livro.
A oposição ao Calvinismo surgiu ainda durante a vida de Lucaris e continuou após seu assassinato em 1638, enquanto estava sob custódia otomana. Ela encontrou sua expressão mais clássica na confissão de fé muito venerada de Pedro Mohyla, Metropolita de Kiev (1643). Embora esta oposição tivesse a intenção de funcionar como uma barreira às influências calvinistas, alguns autores protestantes continuaram alegando o apoio da Igreja Grega Ortodoxa para suas posições.
Na prática, as decisões do Sínodo de Iași foram reafirmadas no Santo Sepulcro.

## Refutação do Calvinismo
O sínodo refutou a "Confissão de Lucaris", artigo por artigo, com o objetivo de encerrar a questão sobre as teses calvinistas de predestinação incondicional e de justificação pela fé apenas (sola fide), além de reafirmar as doutrinas ortodoxas tradicionais sobre a Presença Real de Cristo na Eucaristia e o destino da alma após a morte, algo que alguns estudiosos já consideraram como sendo virtualmente idênticas às crenças católicas romanas da transubstanciação e da escatologia pessoal.
Em oposição tanto aos católicos romanos quanto à maior parte dos protestantes, o sínodo afirmou que o Espírito Santo procede de Deus Pai apenas e não tanto do Pai quanto do Filho. O decreto 1 da Confissão afirma:
| “ | Nós acreditamos em um Deus, Verdadeiro, Todo-Poderoso e Infinito, o Pai, o Filho e o Espírito Santo; O Pai não gerado; o Filho gerado do Pai antes do início dos tempos e consubstancial com ele; e o Espírito Santo procedendo do Pai e consubstancial com o Pai e o Filho. Estas três Pessoas em uma essência chamamos de Santíssima Trindade - por toda criação para sempre abençoada, glorificada e adorada. | ” |
|   | — Confissão de Dositeu. |   |

Esta rejeição da cláusula Filioque foi bem recebida pelos turcos, embora isto não signifique que as decisões ali tomadas foram por pressão política pelo Império Otomano. Os autores protestantes afirmam que a hostilidade oriental ao Calvinismo teria sido alimentada pelos jesuítas.
Nos decretos do sínodo, chamados em conjunto de "Confissões de Dositeu"[nota b], reafirmou-se que as crenças ortodoxas são incompatíveis com as doutrinas calvinistas, além de realçar que a sucessão apostólica dos bispos é necessária, que as boas ações são necessárias para a salvação, que há sete sacramentos, que é Eucaristia é tanto um sacramento quanto um sacrifício, oferecido tanto aos mortos quanto aos vivos.

## Importância e crítica
A versão de 1911 da Encyclopædia Britannica chamou o sínodo de Jerusalém de "A mais vital afirmação de fé feita na Igreja Grega nos últimos mil anos.". O estudioso protestante Philip Schaff escreveu "Este sínodo é o mais importante da história moderna da Igreja Ortodoxa e pode ser comparado ao Concílio de Trento".
Sínodos regionais subsequentes certamente foram livres ao revisitar os assuntos endereçados em Jerusalém. Asism, sobre o assunto do Cânone do Antigo Testamento, uma posição diferente foi adotada sobre o catecismo maior de Filareto de Moscou.